# Copa Austríaca de Fórmula 3
La Copa Austríaca de Fórmula 3  es una competición de Fórmula 3 basada en Austria. La serie se corre regularmente desde el año 1984 y visita los circuitos de Salzburgring en Austria y el de Hockenheimring en Alemania.

## Circuitos
| - Hockenheimring - Most - Lausitzring - Magny Cours - Salzburgring |

## Campeones
| Año  | Piloto               | Escudería                   |
| ---- | -------------------- | --------------------------- |
| 1984 | Ernst Franzmeier     | Team Lechner Racing school  |
| 1985 | Willi Schuster       | Team Lechner Racing school  |
| 1986 | Franz Theuermann     | ??                          |
| 1987 | Franz Binder         | ??                          |
| 1988 | Karl Wendlinger      | ??                          |
| 1989 | Josef Neuhauser      | MSC Aschau                  |
| 1990 | Josef Neuhauser      | MSC Aschau                  |
| 1991 | Josef Neuhauser      | Monninghoff Sport Promotion |
| 1992 | Peter Wieser         | RSM Marko                   |
| 1993 | Alexander Wurz       | RSM Marko                   |
| 1994 | Josef Neuhauser      | Achleitner Motorsport       |
| 1995 | Josef Neuhauser      | Achleitner Motorsport       |
| 1996 | Richard Westbrook    | Achleitner Motorsport       |
| 1997 | Josef Neuhauser      | Achleitner Motorsport       |
| 1998 | Andre Fibier         | Franz Wöss Racing           |
| 1999 | Andre Fibier         | Franz Wöss Racing           |
| 2000 | Fulvio Cavicchi      | ??                          |
| 2001 | Diego Romanini       | ??                          |
| 2002 | Jaroslav Kostelecky  | Jo Zeller Racing            |
| 2003 | Diego Romanini       | Jenichen Motorsport         |
| 2004 | Hannes Neuhauser     | Penker Racing               |
| 2005 | Michael Herck        | HS Technik Motorsport       |
| 2006 | Harald Schlegelmilch | HS Technik Motorsport       |
| 2007 | Stefan Neuburger     | Franz Wöss Racing           |
| 2008 | Patrick Tiller       | Jenichen Motorsport         |
| 2009 | Francesco López      | Franz Wöss Racing           |
| 2010 | Philippe Chuard      | Jo Zeller Racing            |
| 2011 | Sandro Zeller        | Jo Zeller Racing            |
| 2012 | André Rudersdorf     | ma-con Motorsport           |
| 2013 | Christopher Höher    | Franz Wöss Racing           |
| 2014 | Thomas Amweg         | Jo Zeller Racing            |
| 2015 | Jordi Weckx          | Rennsport Rössler           |
| 2016 | Sandro Zeller        | Jo Zeller Racing            |
| 2017 | Sandro Zeller        | Jo Zeller Racing            |
| 2018 | Sandro Zeller        | Jo Zeller Racing            |
| 2019 | Sandro Zeller        | Jo Zeller Racing            |
| 2020 | Sandro Zeller        | Jo Zeller Racing            |
| 2021 | Sandro Zeller        | Jo Zeller Racing            |
| 2022 | Sandro Zeller        | Jo Zeller Racing            |
| 2023 | Benjamin Berta       | Franz Wöss Racing           |